# ディミトリ・カルロス・ゾジマル
ディミトリ・カルロス・ゾジマル（Dimitri Carlos Zozimar、1988年2月16日 - ）は、マダガスカルのサッカー選手。ポジションはMF。

## 経歴
アンタナナリボ生まれ。現在はタイ・ディヴィジョン2リーグのラパチャFCに所属している。